# Palais du comté d'Osijek
 (juin 2025).
Le Palais du Comté (en croate : Zupanijska palaca) est un bâtiment du Bureau de l'administration publique du comitat d'Osijek-Baranja situé à Osijek, en Croatie. Il était autrefois utilisé comme siège de l'Assemblée du comté d'Osijek-Baranja, d'où son nom.
Il a été conçu par Nikola Hild et construit en style néo-classique de 1840 à 1846.

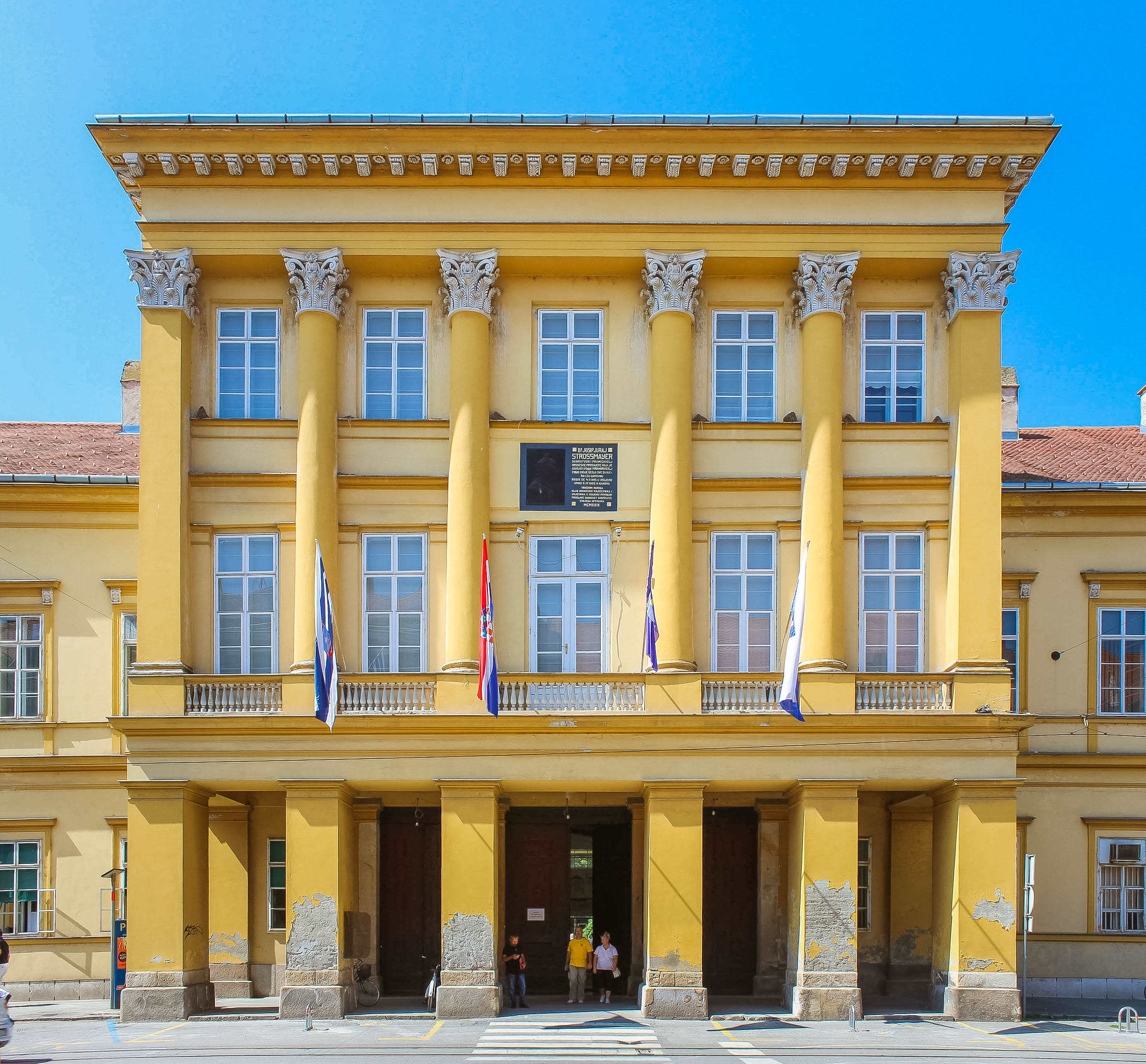